# صاروخ مضاد للغواصات

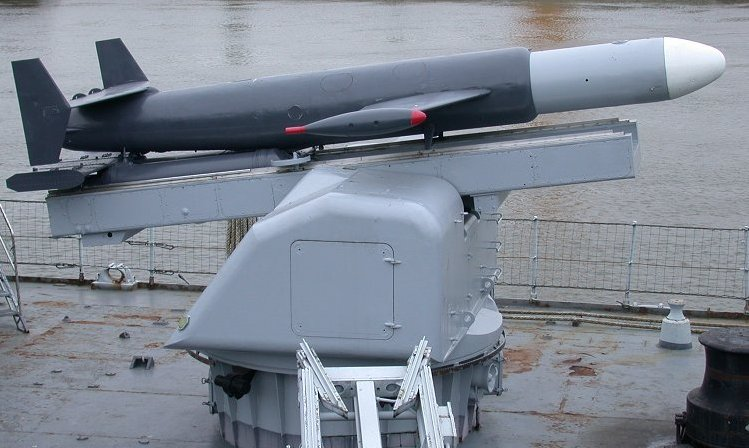
Malafon

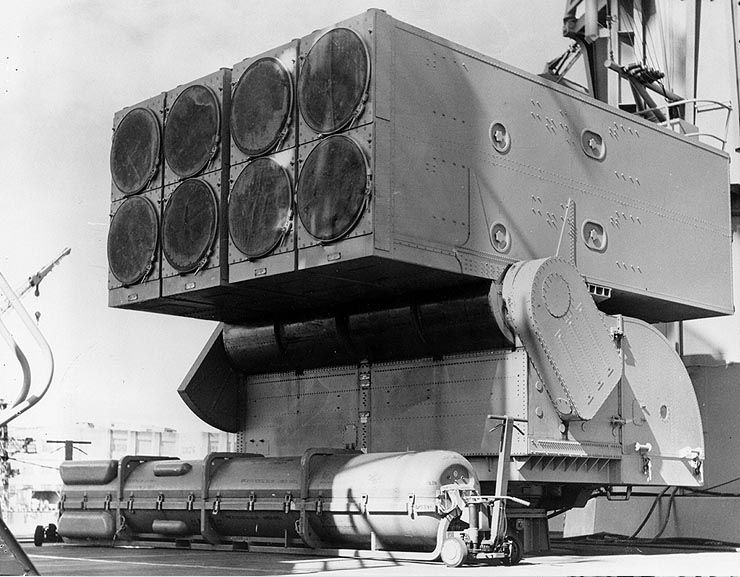
RUR-5 ASROC

صاروخ مضاد للغواصات  تنطق أيضا بالصواريخ الناسفة تستخدم لكي تطلق من السفن العسكرية باتجاه الغواصات. ويمكنها أيضا أن تطلق نحو الصواريخ الجوية بمساعدة عُدة موجِّهة ومكملة لهذا الصاروخ لإسقاط الهدف

## الأحداث
الولايات المتحدة هي أول دولة قامة باستخدام UUM-44 SUBROC محمل بشحنة نووية واستخدمته كمضاد للغواصات.

## أمثلة عن صواريخ مضادة للغواصات
- الولايات المتحدة
- RUM-139 VL-ASROC
- RUR-5 ASROC
- الصين
- CY-1
- المملكة المتحدة/ أستراليا
- Ikara
- الاتحاد السوفيتي/ روسيا
- SS-N-14
- SS-N-16
- SS-N-29
- 3M-54 Club